# Sil Swinkels
Sil Henk Swinkels (Sint-Oedenrode, 6 januari 2004) is een Nederlands voetballer die doorgaans als centrale verdediger speelt op huurbasis voor Bristol Rovers. Hij komt uit de jeugd van Vitesse en Aston Villa.

## Carrière

### Jeugd
Swinkels komt uit Sint-Oedenrode, een dorp nabij Eindhoven. Hij speelde in de jeugdelftallen van de lokale club RSKV Rhode en maakte daarna de overstap naar Helmond Sport, met een tussenstap bij Brabant United. In 2017 vertrok hij naar Vitesse en drie jaar later maakte hij de overstap naar Engeland, waar hij bij Aston Villa ging spelen.